# Polygona vermeiji
Polygona vermeiji is een slakkensoort uit de familie van de Fasciolariidae. De wetenschappelijke naam van de soort is voor het eerst geldig gepubliceerd in 1986 door Petuch.